# Гурневич Микола Васильович
Гурневич Микола Васильович — народився (11 грудня 1949) — старший тренер з метання списа київської спеціалізованої школи олімпійського резерву № 6. Заслужений працівник фізичної культури і спорту України (2012).
- Від 11 лютого 2012 року — старший тренер України з метання списа федерації легкої атлетики України.
- Від 15 серпня 2012 року — заслужений працівник фізичної культури і спорту України.